# Elizabeth Hughes
Elizabeth Phillips Hughes (12 de julio de 1851 – 19 de diciembre de 1925) fue una pedagoga galesa, profesora y promotora de la educación de las mujeres.  Utilizó el pseudónimo de Merch Myrddin.

## Biografía
Elizabeth Hughes nació en Carmarthenshire, el 12 de julio de 1851. De pequeña, tuvo una educación muy limitada. Más tarde asistió a una escuela privada, convirtiéndose en maestra por fin en el Cheltenham Ladie's College. Más tarde también asistió al Newnham College, de la Universidad de Cambridge, institución fundada en 1871, llegando a ser la primera mujer de la universidad en impartir clases. En 1884, fue nombrada directora del Training College for Women de la Universidad de Cambridge, más tarde denominado Hughes Hall en su honor. En 1899, sin embargo, dejó Cambridge y volvió a Gales, donde prosiguió haciendo campañas para la mejora de la educación secundaria. Fue la única mujer en el comité que redactó la carta de la Universidad de Gales, y en 1920 recibió un grado honorario de esa universidad.